# San Martín Caltenco
San Martín Caltenco es una localidad del estado mexicano de Puebla. Es parte del municipio de Tochtepec.

## Toponimia
El nombre «San Martín» hace referencia al santo patrono de la localidad, Martín de Porres. El nombre «Caltenco» proviene de los términos en náhuatl calli, casa; tentli, orilla; co, locativo. Su significado es «casas en la orilla».

## Demografía
| Gráfica de evolución demográfica |
|                                  |

| Censo | Población |
| ----- | --------- |
| 1900  | 710       |
| 1910  | 807       |
| 1921  | 722       |
| 1930  | 797       |
| 1940  | 956       |
| 1950  | 1 168     |
| 1960  | 1 578     |
| 1970  | 2 007     |
| 1980  | 3 015     |
| 1990  | 3 446     |
| 1995  | 3 916     |
| 2000  | 4 376     |
| 2005  | 4 546     |
| 2010  | 5 003     |
| 2020  | 5 598     |